# Titanoboa
Titanoboa cerrejonensis es una especie extinta de serpiente de la familia de los boidos, que vivió en el Paleoceno en Sudamérica entre hace 60 y 58 millones de años. Es la serpiente más grande encontrada hasta la actualidad, superando a la anterior poseedora del título, Gigantophis.

## Descripción del reptil y su hábitat

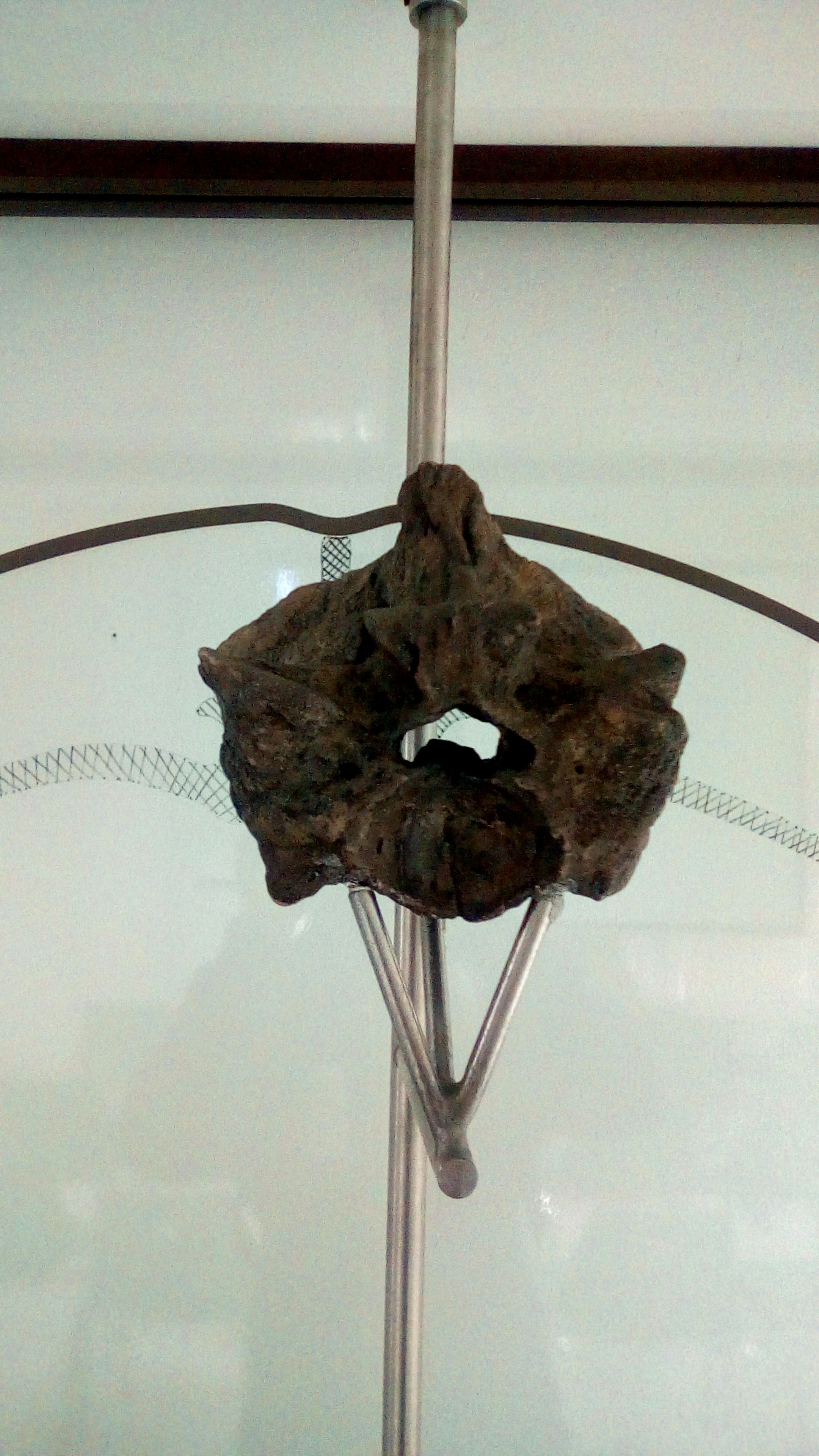
Réplica de una vértebra de Titanoboa, expuesta en el Museo Geológico José Royo y Gómez del Servicio Geológico Colombiano.

Titanoboa vivió entre hace 60 y 58 millones de años donde se sitúa la actual Colombia, según un estudio de la Universidad de Toronto en Mississauga (Canadá).
Se le ha dado el nombre de Titanoboa cerrejonensis por su tamaño y por la mina de carbón del Cerrejón, una de las minas a cielo abierto más grande del mundo, en el Departamento de La Guajira, Colombia, situada en la formación geológica homónima. A través de un estudio comparado de sus vértebras, se estima que la serpiente medía 12.8 metros de longitud y tenía un peso aproximado de 1135 kg. Otros hallazgos sugieren un tamaño algo mayor, de hasta 14.3 metros de largo. En Cerrejón también fueron hallados esqueletos de tortugas gigantes (Cerrejonemys) y de cocodrilos (Cerrejonisuchus) que pudieron ser devorados por el enorme ofidio. De acuerdo con Jonathan Bloch, "Actualmente, las grandes serpientes devoran cocodrilos y no es irracional decir que Cerrejonisuchus era una comida común para Titanoboa", teniendo en cuenta que los fósiles de las dos especies fueron hallados cerca uno del otro. Aunque inicialmente se ha considerado que era el superdepredador del ecosistema del Paleoceno en que vivió, hay evidencia que apunta a que este animal habría sido principalmente piscívoro; una característica que haría única a Titanoboa entre todos los boidos.

## Importancia del hallazgo para estudios sobre el clima
El tamaño del reptil es muy importante, ya que la dimensión de las serpientes, como animales de sangre fría, depende de la temperatura de su hábitat. Por su tamaño, Titanoboa necesitó una temperatura media anual de entre 30 y 34 grados celsius para sobrevivir, 6 grados más de la temperatura media actual en la ciudad de Cartagena, que es de 28 grados. Estos datos pondrían en entredicho la idea de que la vegetación tropical podría desaparecer a temperaturas más elevadas.
Sin embargo, otros investigadores consideran errónea la estimación anterior. Por ejemplo, un estudio de 2009 publicado en la revista Nature aplicó el modelo matemático usado en el estudio de Head et al. para lagartos extintos de la zona templada de Australia prediciendo que los lagartos que actualmente viven en las áreas tropicales deberían ser capaces de alcanzar los 10 metros de largo, el cual obviamente no es el caso.
En otra crítica publicada en la misma revista, Mark Denny, un especialista en biomecánica, señaló que la serpiente era tan grande y produciría tanto calor metabólico que la temperatura ambiental en realidad debió de estar entre cuatro y seis grados por debajo de la estimación anterior, o de otro modo la serpiente se sobrecalentaría.

## Otros datos relevantes
Nunca se habían encontrado en la zona ecuatorial de Suramérica fósiles de vertebrados tan antiguos, por la densidad de la selva y por el deterioro provocado por las altas temperaturas y la humedad. Esta nueva especie ha permitido conocer mejor la historia de las serpientes y el clima en los trópicos americanos en un periodo en que estaban empezando a evolucionar nuevos seres vivos.

## El equipo científico
Al frente del equipo que hizo el descubrimiento estaban Carlos Jaramillo, científico del Smithsonian Tropical Research Institute en Panamá y Jonathan Bloch, conservador del Museo de Historia Natural de Florida de la Universidad de Florida, (EE.UU).
Científicos e Instituciones que participaron:
- Jason J. Head, Universidad de Toronto.
- Jonathan I. Bloch, Universidad de Florida, Gainesville.
- Alexander K. Hastings, Universidad de Florida, Gainesville.
- Jason R. Bourke, Universidad de Florida, Gainesville.
- Edwin A. Cadena, Smithsonian Tropical Research Institute; Universidad de Florida, Gainesville.
- Fabiany A. Herrera, Smithsonian Tropical Research Institute; Universidad de Florida, Gainesville
- David Polly, Universidad de Indiana, Bloomington.
- Carlos A. Jaramillo, Smithsonian Tropical Research Institute.[10]

## En la cultura popular
En 2011, Charlie Brinson y su equipo crearon una versión electromecánica de aproximadamente 10 metros de largo de Titanoboa, usando veinte eslabones de aluminio de alta resistencia y 40 cilindros hidráulicos proporcionales. Hay planes de extenderlo hasta la longitud completa de 15 metros.
El 22 de marzo de 2012, una reconstrucción de tamaño natural de 14 metros de longitud y 90 kilos de peso de Titanoboa fue puesta en exhibición en la Grand Central Station en la ciudad de Nueva York. Esta era una promoción de un documental de televisión del Smithsonian Channel llamado "Titanoboa: Monster Snake" con emisión el 1 de abril de 2012.